# Michel Chapuis (Kanute)
Michel Chapuis (* 18. Juni 1941 in Roche-lez-Beaupré) ist ein ehemaliger französischer Kanute.

## Erfolge
Michel Chapuis nahm an den Olympischen Spielen 1964 in Tokio mit Jean Boudehen im Zweier-Canadier auf der 1000-Meter-Strecke teil. Als Zweite des Vorlaufs qualifizierten sie sich für das Finale, das sie ebenfalls auf dem zweiten Platz beendeten. Nach 4:06,52 Minuten überquerten sie nach dem siegreichen sowjetischen Duo Andrij Chimitsch und Stepan Oschtschepkow, aber vor John Rungsted Sørensen und Peer Norrbohm aus Dänemark die Ziellinie, womit sie die Silbermedaille gewannen.